# Molfetta
Molfetta är en stad i storstadsregionen Bari, innan 2015 provinsen Bari, i regionen Apulien i södra Italien. Kommunen hade 59 470 invånare (2017) och gränsar till kommunerna Bisceglie, Giovinazzo, Terlizzi, Ruvo di Puglia och Bitonto.